# 2084 Okayama
2084 Okayama је астероид главног астероидног појаса са пречником од приближно 19,37 .
Афел астероида је на удаљености од 2,640 астрономских јединица (АЈ) од Сунца, а перихел на 2,149 АЈ.
Ексцентрицитет орбите износи 0,102, инклинација (нагиб) орбите у односу на раван еклиптике 4,841 степени, а орбитални период износи 1354,081 дана (3,707 године).
Апсолутна магнитуда астероида је 12,20 а геометријски албедо 0,062.
Астероид је откривен 7. фебруара 1935. године.